# Laguna Amaya
A  Laguna Amaya  é um lago localizado na Guatemala. Localiza-se no departamento de Escuintla, Município de San José.